# Stacey Cunningham

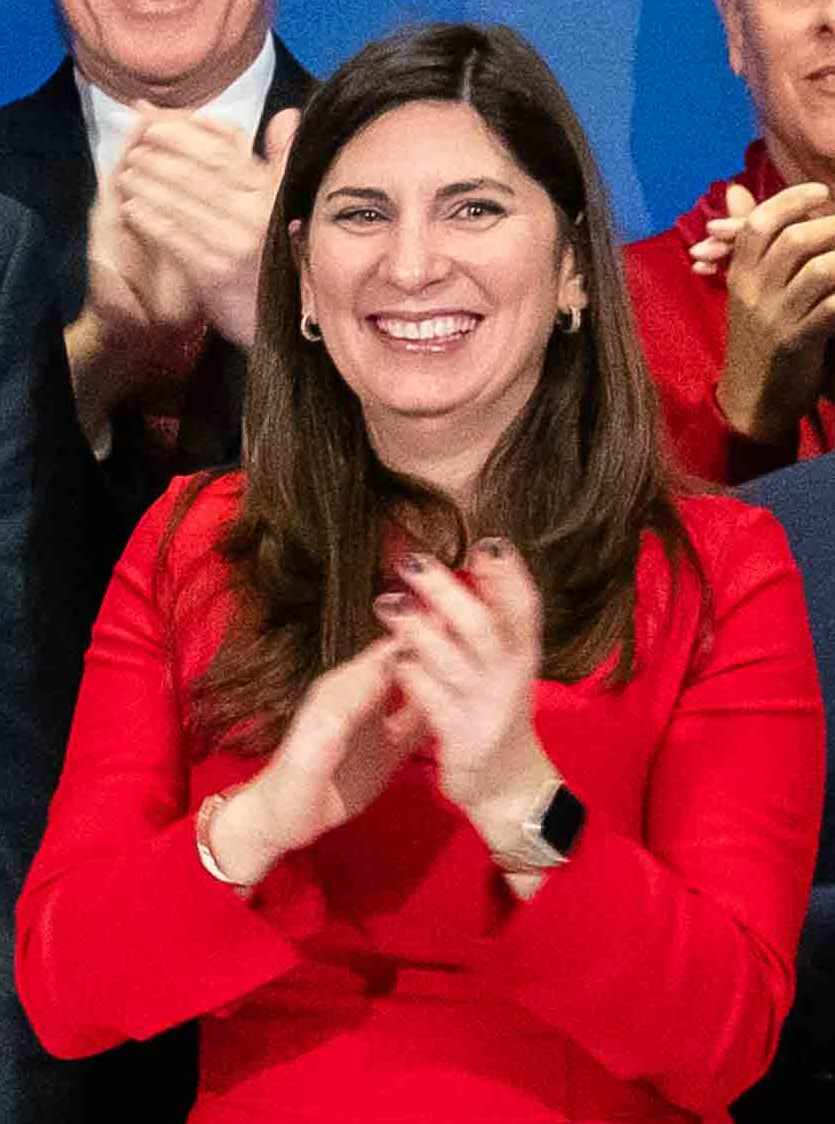
Stacey Cunningham

Stacey Cunningham (* 1974) ist die 67. Präsidentin der New York Stock Exchange (NYSE). Sie ist die erste weibliche Amtsinhaberin in deren 226-jährigen Geschichte.

## Leben und Karriere
Stacey Cunningham wuchs in New Jersey, USA, auf. Als Kind hatte sie ein starkes Interesse an Mathematik und Naturwissenschaften. Später studierte sie an der Lehigh University in Pennsylvania und schloss 1996 mit einem Bachelor in Wirtschaftsingenieurwesen ab.
Während ihres Studiums absolvierte Stacey Cunningham 1994 ein Praktikum an der NYSE. Nach dem Studium arbeitete sie auf dem Handelsparkett der NYSE. Zu dieser Zeit war Cunningham eine der knapp 40 weiblichen Angestellten – im Vergleich zu zirka 1300 Männern.
2005 verließ sie wegen des mangelnden technologischen Wandels die NYSE und studierte am Institute of Culinary Education. Anschließend arbeitete sie kurzzeitig in einem Restaurant in New York City, USA.
Von 2007 bis 2013 arbeitete Cunningham an der Nasdaq, bevor sie zur NYSE zurückkehrte. Von 2015 bis 2018 war sie als Chief Operating Officer der NYSE tätig.
Am 22. Mai 2018 wurde Cunningham im Alter von 43 Jahren zur 67. Präsidentin der NYSE ernannt und löste Thomas Farley ab. Sie ist die erste weibliche Präsidentin in der 226-jährigen Geschichte der NYSE. Denn 2002 musste sich die ehemalige Co-Präsidentin Catherine Kinney das Amt teilen.
Im November 2018 wurde sie als eine der 100 Frauen der BBC (BBC’s 100 Women) gelistet.
Seit September 2019 ist sie außerdem Verwaltungsratsmitglied von Catalyst, einer US-amerikanischen Non-Profit-Organisation mit dem Ziel, passende Arbeitsplätze für Frauen zu schaffen.